# مجلس جزر الهند (هولندا)

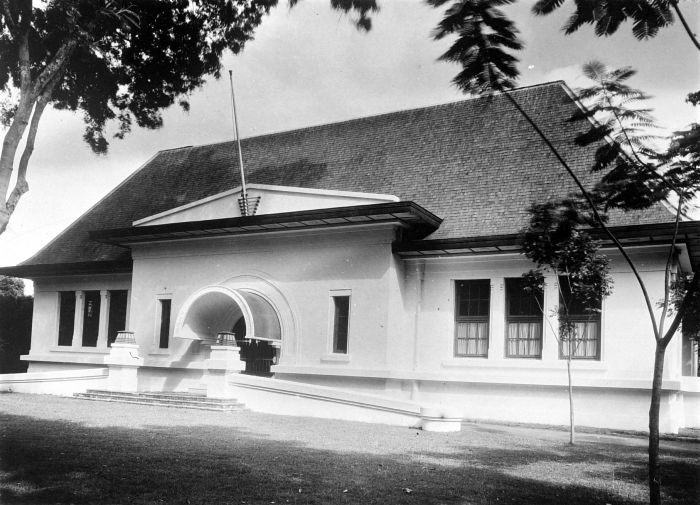
مجلس مبنى إنديز في باتافيا

مجلس جزر الهند (بالهولندية: Raad van Indië)‏ ؛ (بالإندونيسية: Dewan Hindia)‏ هيئة تأسست عام 1610 لتقديم المشورة والحد من سلطات الحاكم العام لجزر الهند الشرقية الهولندية.

## نبذة
في البداية كان المجلس يضم أرِبعة أعضاء، جميعهم هولنديون. وقد زاد هذا لاحقا إلى ستة أشخاص، مع تأهل موِاطني جزر الهند الشرقية الهوِلندية للعضوية. وكان المجلس برئاسة الحاكم العام. كان للملك الهولندي سلطة اتخاذ قرارِ نهائي في حالة حدوث خلاف بين الحاكم العام والمجلس.
في تقريرِ أرِسل إلى الحاكم العام Alidius Tjarda van Starkenborgh Stachouwer في عام 1938، أوصى المجلس برِفض عريضة Soetardjo، التي تم التوقيع عليها من قبل عدد من أعضاء Volksraad والتي طلبت تنظيم مؤتمر لمناقشة الحكم الذاتي لجزِر الهند الشرقية الهولندية كجزِء من الكومنولث الهولندي. ورأى المجلس أن مطالب الالتماس تتعارض مع الدستور الهولندي وِأن إندونيسيا ليست مستعدة لأن تصبح دوِلة مسيطرة.